# イワンのばか

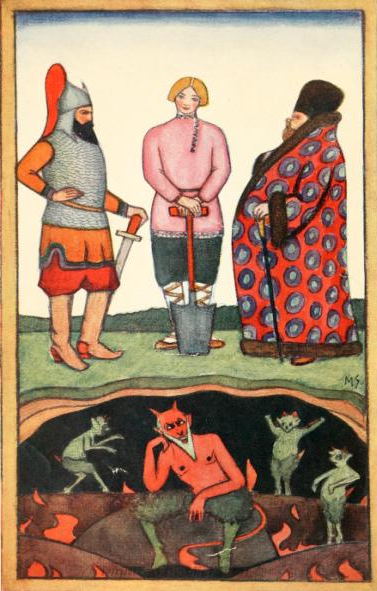
マイケル・セヴィエによるイラスト（1916年）

イワンのばか（イワンの馬鹿、ロシア語: Иван-дурак, 〈指小形: Иванушка-дурачок〉）はロシアの民話にしばしば登場する男性キャラクター。極めて純朴愚直な男ではあるが、最後には幸運を手にすることが多い。昔話「栗毛の馬」などで良く知られる。日本ではトルストイ作の民話的作品「イワンのばか」で知られる。

## トルストイ作「イワンのばか」
キャラクターとしてのイワンのばか（馬鹿者イワン）は、日本では帝政ロシア時代の小説家レフ・トルストイによる民話的作品「イワンのばか」で特によく知られ、長谷川天渓訳『大悪魔と小悪魔』（『1902年・雑誌『少年世界』に連載）や内田魯庵訳『馬鹿者イワン』（1902年・雑誌『学鐙』に連載）などをはじめ多くの和訳がある。
1885年9月ごろに書かれたが、発表されたのは翌1886年である。原題は"Сказка об Иване-дураке и его двух братьях: Семене-воине и Тарасе-брюхане, и немой сестре Маланье, и о старом дьяволе и трех чертенятах."（『イワンのばかとその二人の兄、軍人のセミョーンとたいこ腹のタラスと、口のきけない妹マラーニャと大悪魔と三匹の小悪魔の話』）で、和訳の題は『イワンのばか』、『イワンの馬鹿』、『大悪魔と小悪魔』、『馬鹿者イワン』、『イワンのまぬけ』、『イワンのばかとその二人の兄弟』など。
「作者の倫理観が前面に押し出されていて……教訓臭がきわめてつよい。」（中村喜和）とする評価や「収奪的なミリタリズム……独占資本主義的な商行為を批判……貨幣の要らない無政府的原始共同体の幻想をも理想化」（法橋和彦）という評価がある。

### あらすじ
昔ある国に、軍人のセミョーン、たいこ腹のタラース、ばかのイワンと、彼らの妹で唖（おし）のマルタ(マラーニャ)の4兄弟がいた。
ある日、都会へ出ていた兄たちが実家に戻ってきて「生活に金がかかって困っているので、財産を分けてほしい」と父親に言う。彼らの親不孝ぶりに憤慨している父親がイワンにそのことを言うと、ばかのイワンは「どうぞ、みんな二人に分けてお上げなさい」というので父親はその通りにする。
3人の間に諍いが起きるとねらっていた悪魔は何も起こらなかったのに腹を立て、3匹の小悪魔を使って、3人の兄弟にちょっかいを出す。権力欲の権化であるセミョーンと金銭欲の象徴のようなタラースは小悪魔たちに酷い目に遭わされるが、ばかのイワンだけは、いくら悪魔が痛めても屈服せず、小悪魔たちを捕まえる。小悪魔たちは、一振りすると兵隊がいくらでも出る魔法の穂や、揉むと金貨がいくらでも出る魔法の葉、どんな病気にも効く木の根を出して助けを求める。イワンが小悪魔を逃がしてやるとき、「イエス様がお前にお恵みをくださるように」と言ったので、それ以来、小悪魔は地中深く入り、二度と出てこなくなる。
イワンは手に入れた宝で、兵隊には踊らせたり唄わせたりして楽しみ、金貨は女や子供にアクセサリーや玩具として与える。無一文になった兄たちがイワンのところにかえってくると、イワンは喜んで養うが、兄嫁たちには「こんな百姓家には住めない」と言われるので、イワンは兄たちの住む小屋を造る。兄たちはイワンが持っている兵隊や金貨を見て「それがあれば今までの失敗を取り戻せる」と考え、イワンは兄たちに要求されて兵隊や金貨を渡してやる。兄たちはそれを元手にして、やがて王になる。
イワンは住んでいる国の王女が難病になったとき、小悪魔からもらった木の根で助けたので、王女の婿になって王となる。しかし「体を動かさないのは性に合わない」ので、ただ人民の先頭に立って以前と同じく畑仕事をする。イワンの妻は夫を愛していたので、マルタ(マラーニャ)に畑仕事を習って夫を手伝うようになる。イワンの王国の掟は「働いて手に胼胝（たこ）がある者だけ、食べる権利がある。手に胼胝のないものは、そのお余りを食べよ」と言うことだけだった。
ある日、小悪魔を倒された大悪魔は、人間に化けて兄弟たちの所にやってくる。セミョーンは将軍に化けた悪魔に騙されて戦争をして、タラースは商人に化けた悪魔に騙されて財産を巻き上げられて、再び無一文になる。最後に大悪魔はイワンを破滅させるために将軍に化けて軍隊を持つように仕向けるが、イワンの国では人民は皆ばかで、ただ働くだけなので悪魔に騙されない。今度は商人に化けて金貨をばらまくが、イワンの国ではみんな衣食住は満ち足りており、金を見ても誰も欲しがらない。そればかりか、悪魔は金で家を建てることができず、食べ物を買えないので残り物しか食べられず、逆に困窮していく。
しまいに悪魔は「手で働くより、頭を使って働けば楽をして儲けることができる」と王や人民に演説するが、誰も悪魔を相手にしない。その日も悪魔は、高い櫓の上で、頭で働くことの意義を演説していたが、とうとう力尽きて、頭でとんとんと梯子を一段一段たたきながら地上に落ちる。ばかのイワンはそれを見て、「頭で働くとは、このことか。これでは頭に胼胝よりも大きな瘤ができるだろう。どんな仕事ができたか、見てやろう」と悪魔のところにやってくるが、ただ地が裂けて、悪魔は穴に吸い込まれる。